# Catoxyethira kourinioni
Catoxyethira kourinioni är en nattsländeart som beskrevs av Guenda 1997. Catoxyethira kourinioni ingår i släktet Catoxyethira och familjen smånattsländor. Inga underarter finns listade i Catalogue of Life.